# Eschenau im Hausruckkreis
Eschenau im Hausruckkreis är en ort och kommun i Österrike. Den ligger i distriktet Grieskirchen i förbundslandet Oberösterreich, 190 kilometer väster om huvudstaden Wien. Kommunens administration ligger i Hasledt.
Kommunen består av 27 orter (Ortschaften) (inom parentes invånarantal 1 januari 2024):

- Altenberg (37)
- Eschenau im Hausruckkreis (90)
- Gferedt (3)
- Hagenberg (6)
- Hasledt (159)
- Hausleithen (23)
- Hech (18)
- Hengstberg (19)
- Hofingerleithen (3)
- Hofstetten (22)
- Höllberg (7)
- Königshub (26)
- Mitteraubach (86)
- Neubach (25)
- Oberaubach (122)
- Rath (21)
- Reith (42)
- Salling (41)
- Schachen (10)
- Stilzing (34)
- Stocket (54)
- Unteraubach (42)
- Veitsberg (24)
- Vilzbach (6)
- Waldbach (25)
- Willing (64)
- Winklpoint (52)